# Cetbang
Il Cetbang (noto anche come bedil, warastra o meriam coak) era un'arma d'artiglieria in uso all'Impero Majapahit (1293–1527) e ad altri regni dell'arcipelago indonesiano. Ne esistevano due tipologie: il cetbang in stile orientale, simile al cannone cinese, a caricamento anteriore; e il cetbang in stile occidentale che ha la forma di un cannone turco/portoghese e caricamento posteriore.

## Etimologia
La parola "cetbang" non si trova nell'antico giavanese, probabilmente deriva dalla parola cinese chongtong (銃筒) che ha influenzato anche la parola coreana 총통 ( chongtong ). Il termine "meriam coak" deriva dalla lingua Betawi e significa "cannone cavo", con riferimento alla culatta. Viene anche semplicemente chiamato coak.
Il cetbang nell'antico giavanese era chiamato anche bedil o warastra che è un sinonimo di bedil ma significava anticamente "freccia magica", "freccia potente", "freccia impressionante" o "freccia superiore".
A Giava, l'etimo "bedil" indica il "cannone" ma il termine può riferirsi a vari tipi d'arma da fuoco, dalla piccola pistola a miccia ai grandi cannoni d'assedio. Bedil deriva da wedil (o wediyal ) e wediluppu (o wediyuppu ) in lingua tamil. Nella forma originale, queste parole si riferiscono rispettivamente all'espulsione di polvere da sparo ed al salnitro. Dopo essere stato assorbito nel bedil in lingua malese, e in un certo numero di altre culture dell'arcipelago, il vocabolo tamil viene utilizzato per riferirsi a tutti i tipi d'arma a polvere nera. In giavanese e balinesi, il termine è bedil o bedhil, in sudanese il termine è bedil, in Batak è conosciuto come Bodil, in Makasarese, badili, in bugi, balili, in lingua Dayak, badil, in Tagalog, Baril, in Bisayan, bádil, nelle lingue Bikol, badil, e la gente malese lo chiama badel o bedil.

## Descrizione
Ci sono due principali tipologie di cetbang:

### Cetbangin stile orientale

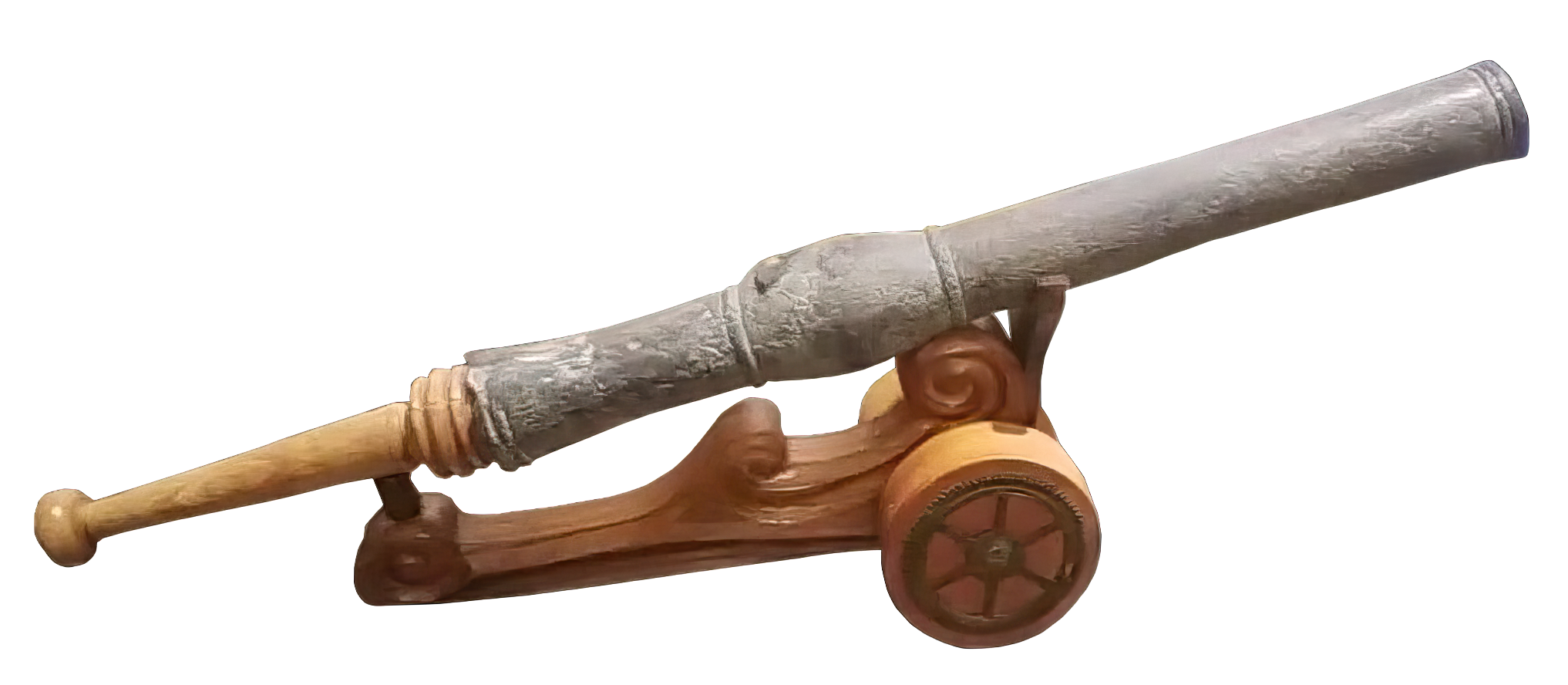
Cetbang "orientale" rinvenuto nel fiume Brantas. Realizzato in bronzo, con un foro tattile triangolare in rilievo. Le parti in legno sono realizzazioni recenti per l'esposizione.

I predecessori dell'arma furono portati dalle truppe mongolo-cinesi a Giava, quindi i modelli arcaici assomigliavano ai cannoni cinesi e agli schioppi. I cetbang in stile orientale erano per lo più realizzati in bronzo ed erano cannoni ad avancarica. Sparavano proiettili simili a frecce, proiettili rotondi e proiettili avvitativi. Le frecce erano a punta piena senza esplosivi o con esplosivi e materiale incendiario dietro la punta. Vicino alla parte posteriore del cannone si trovava la camera di combustione, è la parte rigonfia, sotto la canna, vicino alla parte posteriore dell'arma, dove era posizionata la polvere da sparo. Il cetbang era montato su un supporto fisso, o, se in foggia di schioppo, montato all'estremità di un palo. C'è una sezione a tubo sul retro del cannone. Nel cetbang del tipo "schioppo", il tubo era utilizzato come attacco dell'astile. Il cetbang "lanciafrecce" era utile nei combattimenti navali, montato sotto gli scudi di prua delle navi da guerra malesi, e negli assedi, per l'impiego di proiettile incendiario/esplosivo.

### Cetbangin stile occidentale

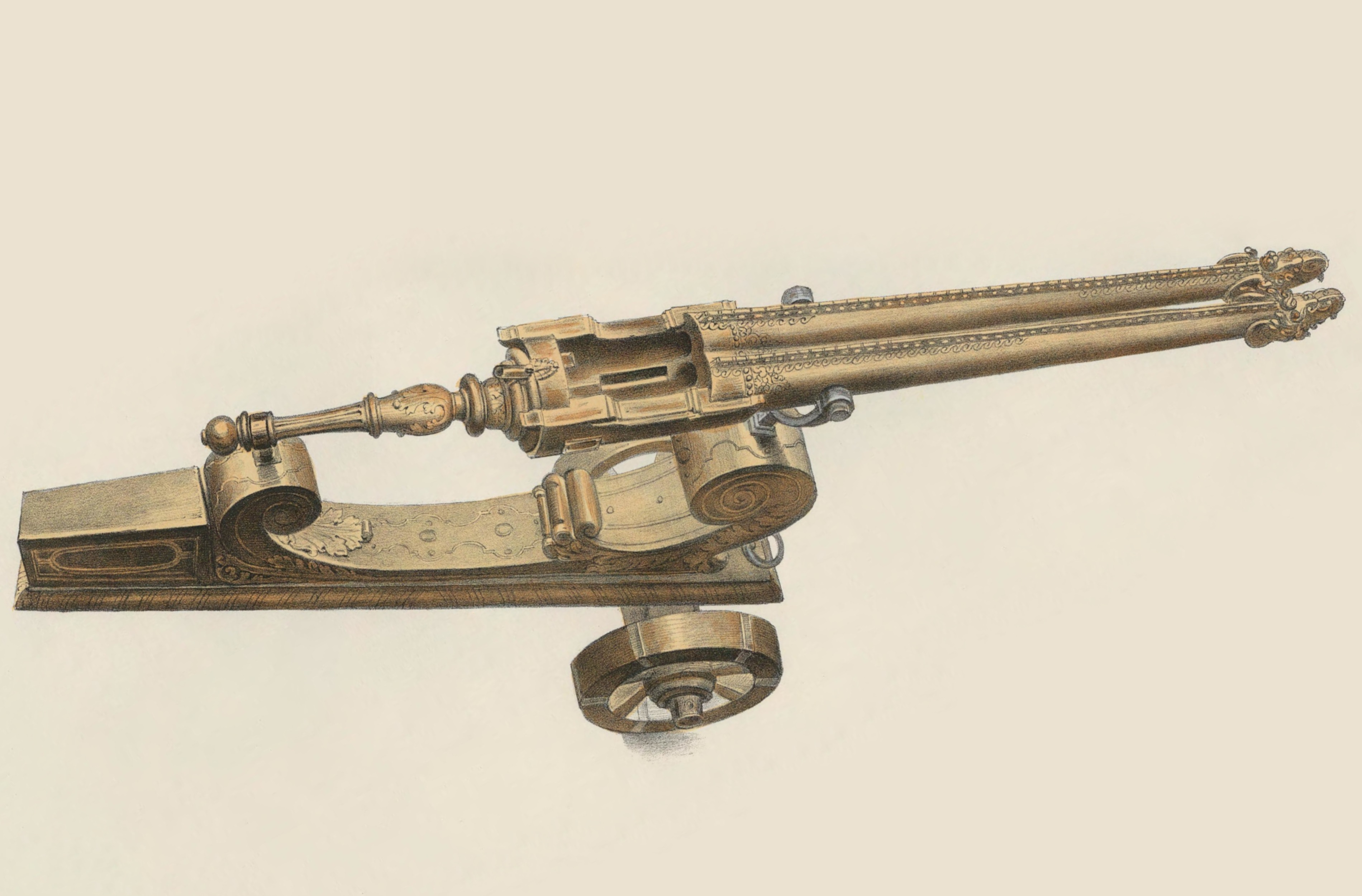
Cetbang "occidentale" a doppia canna su carrello con affusto girevole, ca. 1522.
La bocca del cannone è a forma di Nāga di Giava.

Il cetbang in stile occidentale derivava dal cannone prangi ottomano che arrivò nell'arcipelago dopo il 1460. Proprio come il prangi, il nuovo cetbang è un cannone girevole a retrocarica in bronzo o ferro, sparante colpi singoli o a dispersione. Per ottenere un'elevata velocità di sparo, è possibile ricaricare alternativamente 5 camere.
I modelli più piccoli erano lunghi circa 60 cm e i più grandi circa 2,2 m. Il calibro va da 22 mm a 70 mm. Sono cannoni leggeri e mobili: la maggior parte possono essere trasportati ed utilizzati da un solo uomo, ma non sono usati come un bazooka perché l'elevata forza di rinculo romperebbe le ossa umane. Questi cannoni sono montati su un perno girevole (cagak) assicurato tramite fori o ganci alle murate delle navi o nei bastioni di un forte. Una barra di legno è inserita nella parte posteriore del cannone con del rattan per consentirne l'addestramento e la mira.
Il cetbang poteva quindi essere montato come pezzo fisso, pezzo girevole o pezzo mobile (su carrello). I cetbang di piccole dimensioni erano installati su piccole navi chiamate penjajap e lancaran. Erano usati come arma anti-uomo, non anti-nave. Fino al XVII secolo, i soldati di Nusantara combattevano su una piattaforma chiamata balai ed eseguivano operazioni d'abbordaggio. Caricato con scattershots ( mitraglia, caso colpo, o chiodi e pietre) e sparando a distanza ravvicinata, il cetbang era molto efficace in questo tipo di combattimento.

## Storia

### Era Majapahit (ca. 1300-1478)

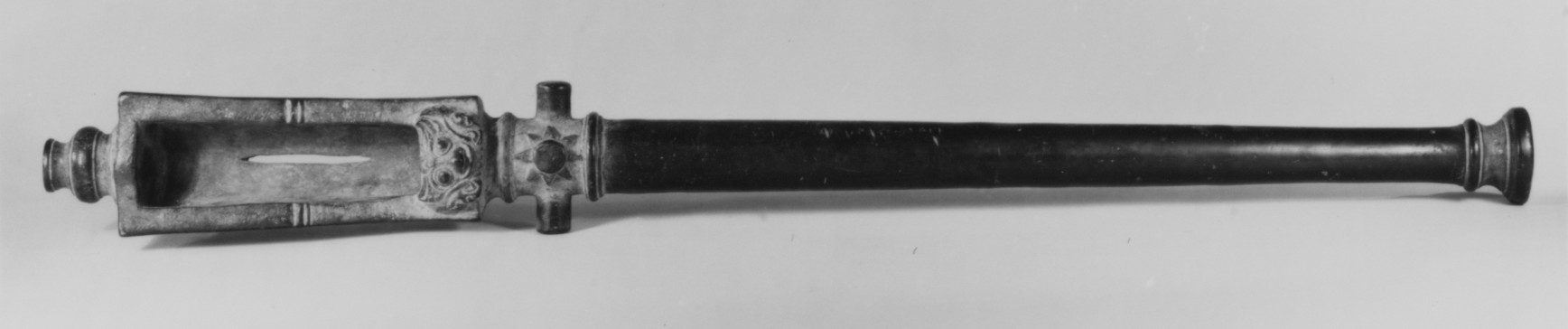
Cetbang Majapahit, ca. 1470-1478 (Metropolitan Museum of Art, New York).
L'emblema Surya Majapahit è visibile. Il rigonfiamento nella parte posteriore della culatta è in realtà un foro in cui inserire un timone o un astile di legno.

I cannoni furono introdotti a Majapahit quando l'esercito sino-mongolo di Kublai Khan, guidato da Ike Mese, cercò d'invadere Giava nel 1293. La storia di Yuan riporta che i mongoli usavano un'arma chiamata pao contro le forze di Daha, ritenuta dai ricercatori o un trabucco (anche caricato con munizione esplosiva) o un'arma da fuoco (cannone o razzo). È comunque possibile che le armi a polvere da sparo trasportate dalle truppe sino-mongole fossero a più di un tipo.
Il regno di Majapahit dominò l'arcipelago di Nusantara principalmente perché possedeva la tecnologia per fondere e forgiare il bronzo su una base iniziale di produzione di massa. Aprì inoltre la strada alla produzione e all'uso di armi a polvere da sparo su larga scala. L'impero Majapahit fu uno degli ultimi grandi imperi della regione ed è considerato uno degli imperi più potenti nella storia dell'Indonesia e del Sud-Est Asiatico. Raffles scrisse, nella sua Storia di Giava, che nell'anno 1247 saka (A.D. 1325), i cannoni erano ampiamente utilizzati a Giava, specialmente dai Majapahit. È documentato che i piccoli regni di Giava che cercavano la protezione di Majapahit dovettero consegnare i loro cannoni all'impero. Al tempo del Mahapatih (primo ministro) Gajah Mada (in carica dal 1329 al 1364), i Majapahit utilizzarono la tecnologia della polvere da sparo ottenuta dalla dinastia Yuan per armare la loro flotta. Uno dei primi riferimenti all'uso dell'artiglieria a Giava data al 1346.
L'uso dei cannoni era diffuso nella marina Majapahit, tra i pirati e nei regni vicini a Nusantara. Un famoso ammiraglio Majapahit, Mpu Nala, era rinomato per il suo uso dei cannoni. Le registrazioni di Mpu Nala sono note dall'iscrizione Sekar, dall'iscrizione Mana I Manuk (Bendosari), dall'iscrizione Batur e dall'iscrizione Tribhuwana che si riferiva a lui come Rakryan Tumenggung ("comandante di guerra"). Il vicino Regno di Sunda usò il bedil nella battaglia di Bubat del 1357. Il Kidung Sunda, canto 2 vv. 87-95, menziona che i sundanesi avevano juru-modya ning bedil besar ing bahitra (aimer/operatore del grande cannone sulle navi) nel fiume vicino a piazza Bubat. Le truppe Majapahit situate vicino al fiume furono sfortunate: i cadaveri difficilmente potevano essere chiamati cadaveri, furono mutilati, fatti a pezzi nel modo più raccapricciante, le braccia e le teste furono gettate via. Si diceva che le palle di cannone si scaricassero come pioggia, il che costrinse le truppe Majapahit a ritirarsi nella prima parte della battaglia.
Ma Huan, il traduttore dell'ammiraglio cinese Zheng He della celeberrima Flotta del tesoro dei Ming, visitò Giava nel 1413 e prese appunti sulle usanze locali. Il suo libro, Yingya Shenlan, menzionava che i cannoni venivano sparati nelle cerimonie matrimoniali giavanesi quando il marito stava scortando la sua nuova moglie alla casa coniugale al suono di gong, tamburi e petardi.
A causa degli stretti rapporti marittimi dell'arcipelago di Nusantara con il territorio dell'India occidentale, dopo il 1460 nuovi tipi di armi a polvere da sparo entrarono nell'arcipelago attraverso intermediari arabi. Nuove armi principalmente di disegno ottomano, come il prangi, un cannone girevole a retrocarica.

### Declino del Majapahit e ascesa dell'Islam (1478-1600)

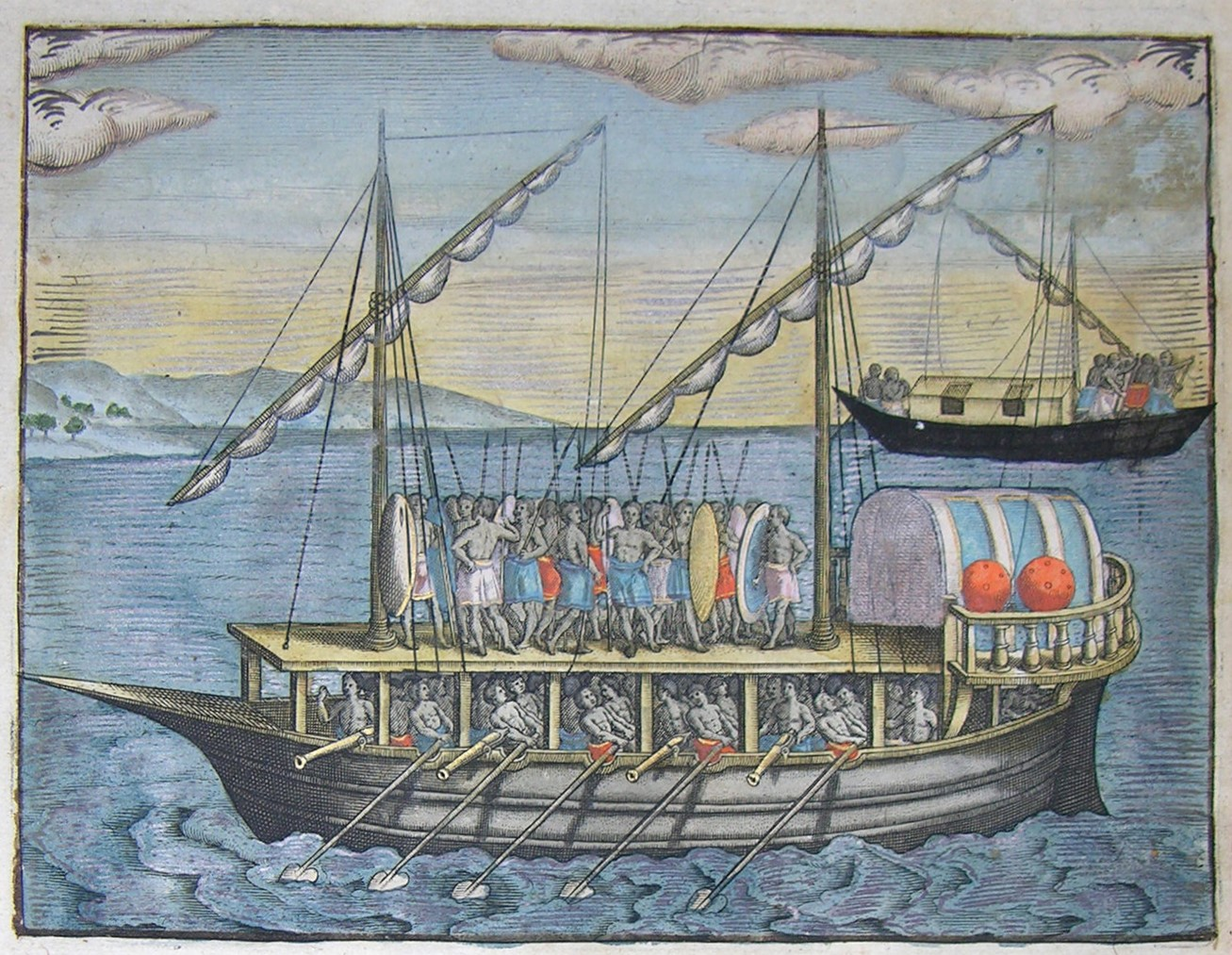
Lancaran di Banten con 4 cetbang visibili.

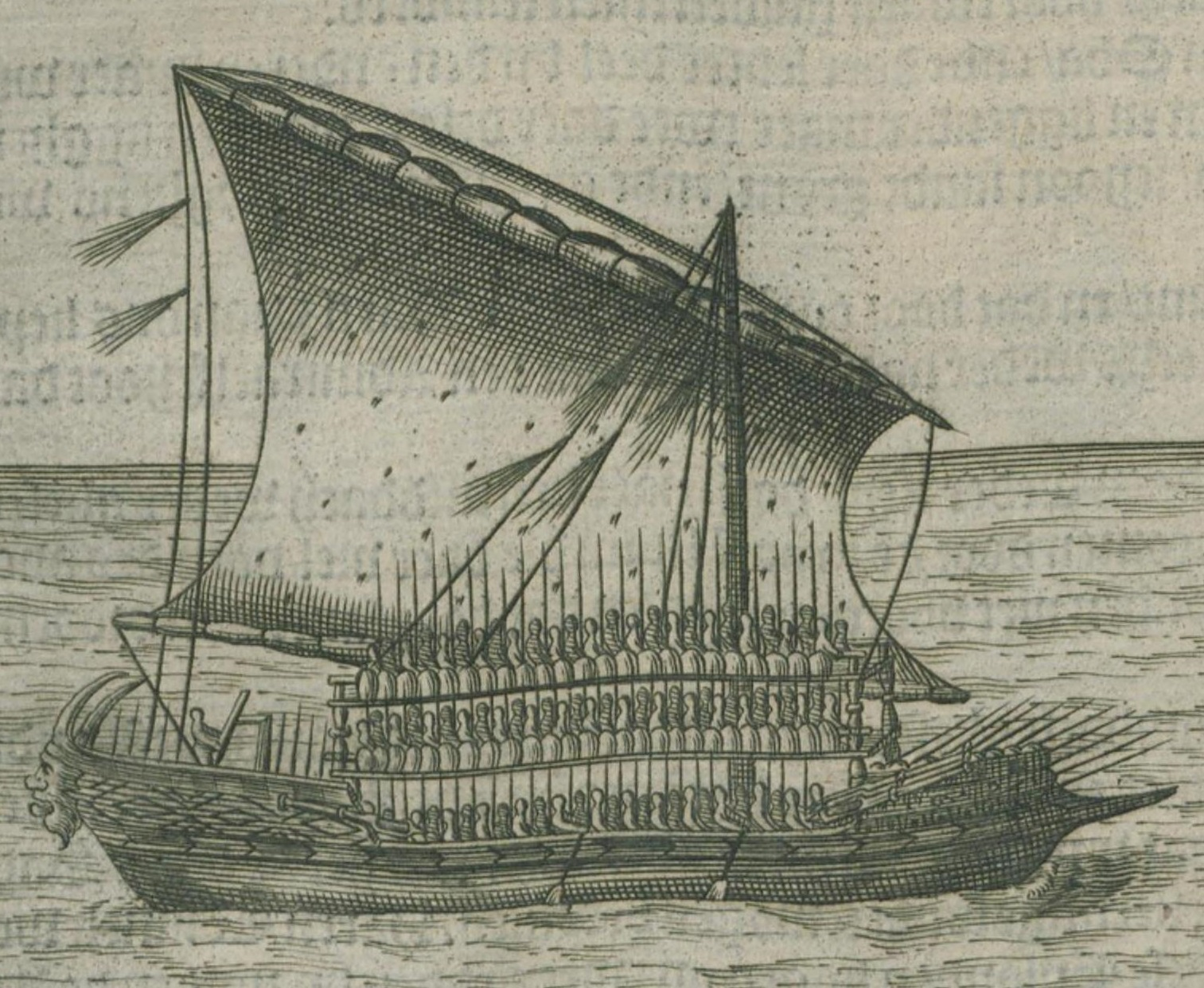
Lancaran Maduresi con 4 cetbang visibili.

In seguito al declino dei Majapahit, in particolare dopo la guerra civile paregreg (1404-1406), : 174–175 il calo della domanda di armi a polvere da sparo fece sì che molti produttori di armi e fabbri di bronzo si trasferissero nel Brunei, a Sumatra, nella penisola malese o nelle Filippine. Ciò diffuse la produzione e l'uso del cetbang, in particolare per proteggere le navi commerciali nello stretto di Makassar dai pirati, portando all'uso quasi universale del cannone girevole nell'arcipelago di Nusantara. Quando i portoghesi arrivarono per la prima volta a Malacca, vi trovarono una grande colonia di mercanti giavanesi che fabbricavano i propri cannoni.
Quando le navi mercantili pesantemente armate del Portogallo e della Spagna arrivarono nel sud-est asiatico, suscitarono ben poca meraviglia negli indigeni. I cronisti portoghesi Barros e Faria e Sousa ricordano che durante la Conquista portoghese di Malacca (1511), Alfonso de Albuquerque catturò 3.000 delle 8.000 artiglierie del Sultano di Malacca. Tra questi, 2.000 erano realizzati in ottone e il resto in ferro, nello stile del portoghese berço ( berso ). Tutta l'artiglieria aveva il proprio complemento di carrozze che non poteva essere rivaleggiato nemmeno dal Portogallo. I cannoni trovati erano di vario tipo: esmeril (pistola girevole da 1/4 a 1/2 libbre, probabilmente si riferisce a cetbang o lantaka ), falconet (pistola girevole in bronzo fuso più grande dell'esmeril, da 1 a 2 libbre, probabilmente si riferisce a <i id="mwASI">lela</i>), un medio "Falcone" (lungo cannone o colubrina tra un sei e un dieci libbre, probabilmente si riferisce a meriam ), e bombarda (cannone corto, grosso e pesante). I malesi hanno anche 1 bel cannone grande inviato dal re di Calicut. : 22 Il gran numero di artiglieria a Malacca proviene da varie fonti nell'arcipelago di Nusantara: Pahang, Java, Brunei, Minangkabau e Aceh.
Pur avendo molta artiglieria e armi da fuoco, il sultano di Malacca, Mahmud Shah difettava di artiglieri e moschettieri: quelle armi erano sia acquistate dai giavanesi e dai gujarati sia utilizzate da loro. All'inizio del XVI secolo, prima dell'arrivo dei portoghesi, i malesi erano un popolo senza armi da fuoco. La cronaca Sejarah Melayu riporta che nel 1509 i malesi non capivano "perché i proiettili uccidevano" tanta era la loro poca familiarità nell'uso delle armi da fuoco se non durante le cerimonie:
(Sejarah Melayu)
I cannoni Cetbang furono ulteriormente migliorati e usati nel periodo del Sultanato Demak durante l'invasione Demak della Malacca portoghese (1513). Durante questo periodo, il ferro, per la fabbricazione dei cannoni giavanesi, fu importato dal Khorasan (Persia settentrionale). Il materiale era conosciuto dai giavanesi come wesi kurasani (it. "ferro Khorasan"). Quando i portoghesi arrivarono nell'arcipelago, lo chiamarono berço, che era anche usato per riferirsi a qualsiasi cannone girevole a retrocarica, mentre gli spagnoli lo chiamano "verso".

### Epoca coloniale (1600-1945)
Quando gli olandesi catturarono il forte di Makassar di Somba Opu (1669), sequestrarono 33 cannoni di bronzo grandi e piccoli, 11 cannoni in ghisa, 145 basi (cannone girevole a retrocarica) e 83 cannoni a retrocarica, 60 moschetti, 23 archibugi, 127 canne di moschetto e 8483 proiettili.
Il cetbang restò in uso ai Macassani sino al XX secolo.

Cannoni girevoli a retrocarica in bronzo, chiamati ba'dili, furono portati da un marinaio di Makassar durante un viaggio esplorativo in Australia. Matthew Flinders registrò l'uso di piccoli cannoni a bordo dei perahu Makassan al largo del Territorio del Nord nel 1803. Vosmaer, nel 1839, scrisse che i pescatori macassani a volte portavano a terra i loro piccoli cannoni per fortificare le palizzate dei loro campi quale difesa contro gli aborigeni ostili. Dyer, negli anni '30, notò il perdurare dell'uso del cannone in bronzo a retrocarica di calibro 2 pollici (50,8 mm) da parte dei Macassani.
Gli americani combatterono Moro equipaggiati con cannoni a retrocarica nelle Filippine nel 1904 ma si tratta di cannoni generalmente identificati come lantaka.

## Esemplari superstiti
Ci sono diversi esemplari di cetbang pervenutici:
- il cannone balinese presso il cortile del Museo di Bali, Denpasar (Bali).
- Il Metropolitan Museum of Art, New York, USA. Si pensa che questo cannone sia stato prodotto nel XV secolo, realizzato in bronzo con dimensioni di 37,7 pollici (96 cm) x 16 pollici (41 cm).[53]
- Il museo Luis de Camoes a Macao ha un pezzo di cetbang altamente decorato. L'anno di fabbricazione è sconosciuto.
- Museo Talaga Manggung, Majalengka, Giava occidentale . Numerosi cetbang sono in buone condizioni a causa del rituale di pulizia di routine.[54]
- Alcuni cetbang possono essere trovati nel Museo Nazionale di Antropologia a Manila.
- Il Museo Fatahillah ha un coak meriam etichettato come "cannone Cirebon", in un supporto fisso e altamente decorato. L'intera montatura è 234 cm di lunghezza, 76 cm di larghezza e 79 cm di altezza.[55]
- Diversi esempi e parti di cetbang si possono trovare al Rijksmuseum, Paesi Bassi, etichettati come lilla (lela cannon).
- Un cetbang fu trovato nel fiume Beruas, Perak, nel 1986. Ora è esposto nel museo Beruas.[56]
- Il cetbang di Dundee Beach, Territorio del Nord, Australia, noto come "Cannone girevole di Dundee Beach". I ricercatori hanno concluso che quest'arma in bronzo risale al 1750, prima cioè del viaggio di James Cook in Australia.[57] Inizialmente pensato per essere un cannone portoghese, il ricercatore ha concluso che probabilmente proveniva da Makassar. Non c'è nulla nella sua composizione chimica, stile o forma che corrisponda alle pistole girevoli a retrocarica portoghesi.[6]
- Un cetbang presso il villaggio di Bissorang, isole Selayar, Sulawesi Meridionale. Si pensa dati all'era Majapahit. La gente del posto lo chiama cetbang, ba'dili, papporo, bissorang.[48]
- Un cetbang dell'era Mataram (1587–1755) presso il villaggio di Lubuk Mas, Sumatra Meridionale, Indonesia.[58]
- Un cetbang a 4 ruote presso Istana Panembahan Matan a Mulia Kerta, Kalimantan Occidentale.[59]
- Due cannoni presso il villaggio di Elpa Putih, Sotto-distretto di Amahai, Reggenza di Maluku Centrale. Si pensa abbiano avuto origine nei regni islamici giavanesi del XVI-XVII secolo.[60]
- I due cannoni Ki Santomo e Nyi Santoni, etichettati come "Meriam dari Mongolia" (it. "Cannoni mongoli"), presso il Palazzo Kasepuhan a Cirebon.

## Galleria d'immagini

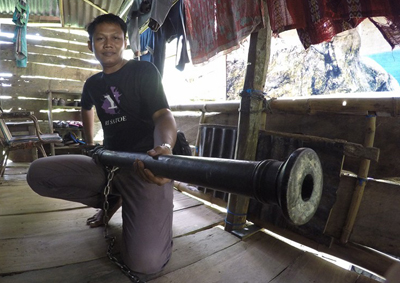
Un cetbang trovato sull'isola di Selayar
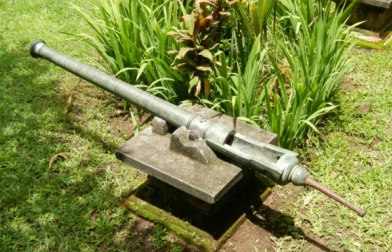
Cetbang nel Bali Museum. Lunghezza: 1833 mm. Alesaggio: 43 mm. Lunghezza del timone: 315 mm. Parte più larga: 190 mm (all'anello di base).
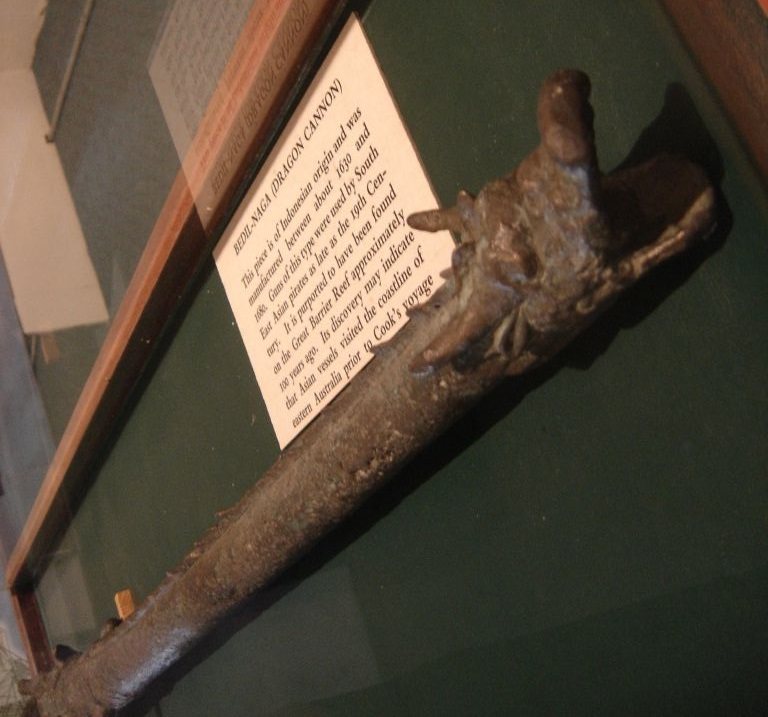
Bedil naga (cannone del drago) trovato sulla Grande Barriera Corallina. Origine indonesiana, fabbricato tra il 1630 e il 1680. La sua scoperta indica che le navi asiatiche hanno visitato la costa dell'Australia orientale prima del viaggio di James Cook.
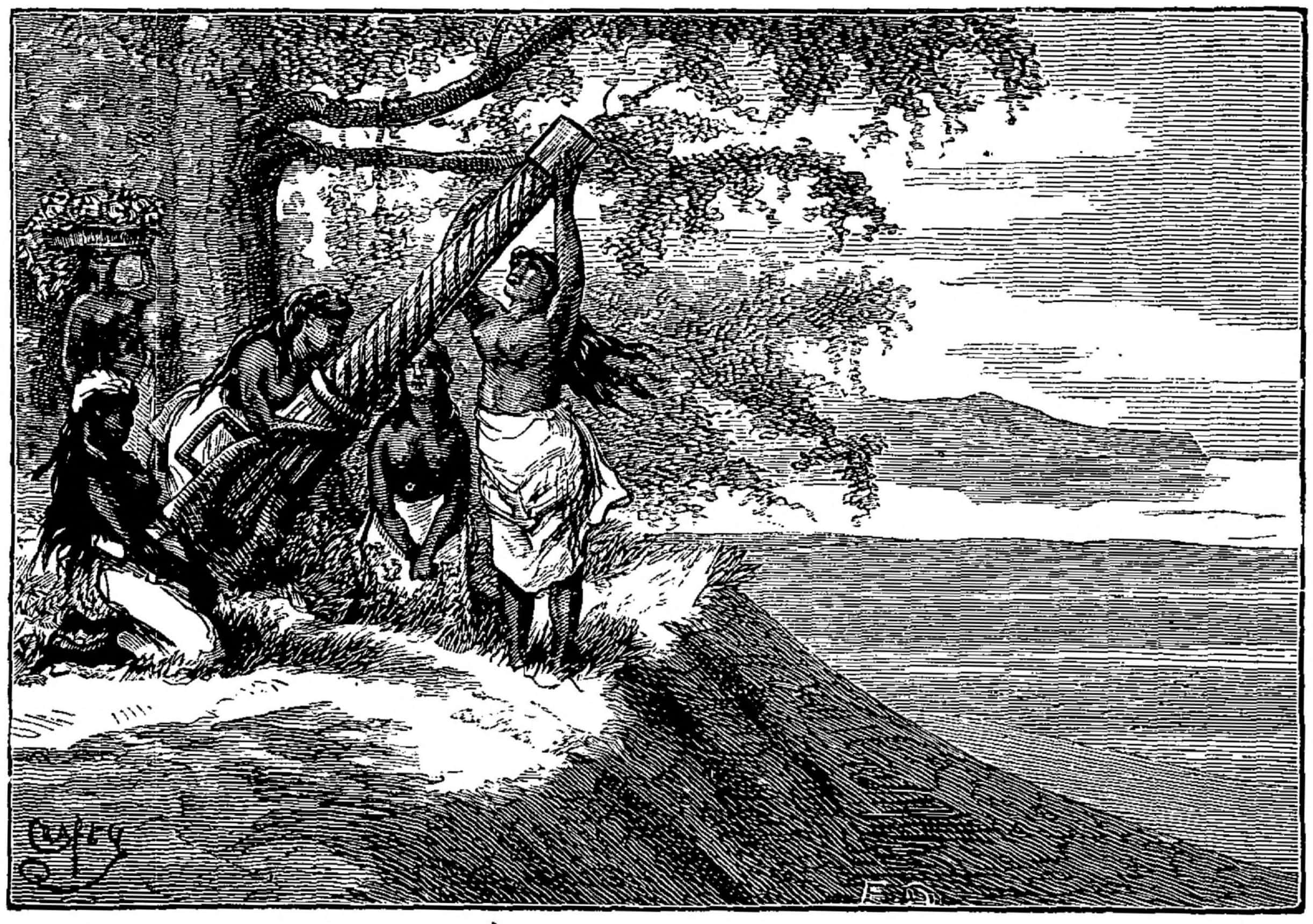
Un cannone sacro in bronzo a Java, con culatta, ca. 1866. Le donne malesi vengono a regolare i conti con la divinità tutelare di questa pistola e pregano per i bambini.
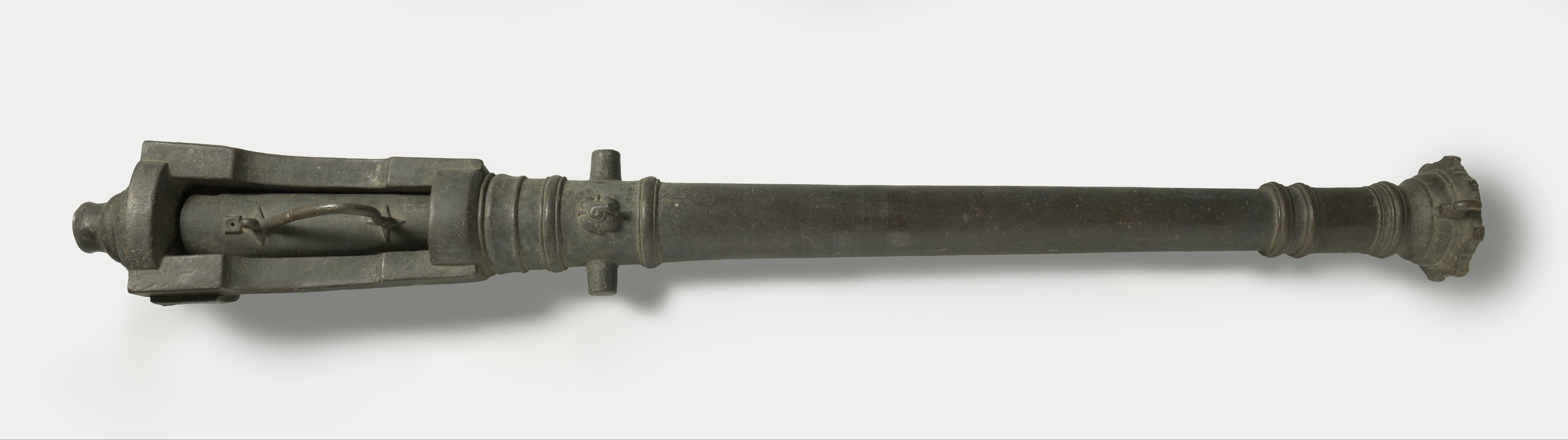
Cannone a retrocarica tp. "lila", Rijksmuseum, ca. 1750 - 1850. Lunghezza 180,5 cm, larghezza 21,5 cm, calibro: 4.5 cm, peso: 120,8 kg.
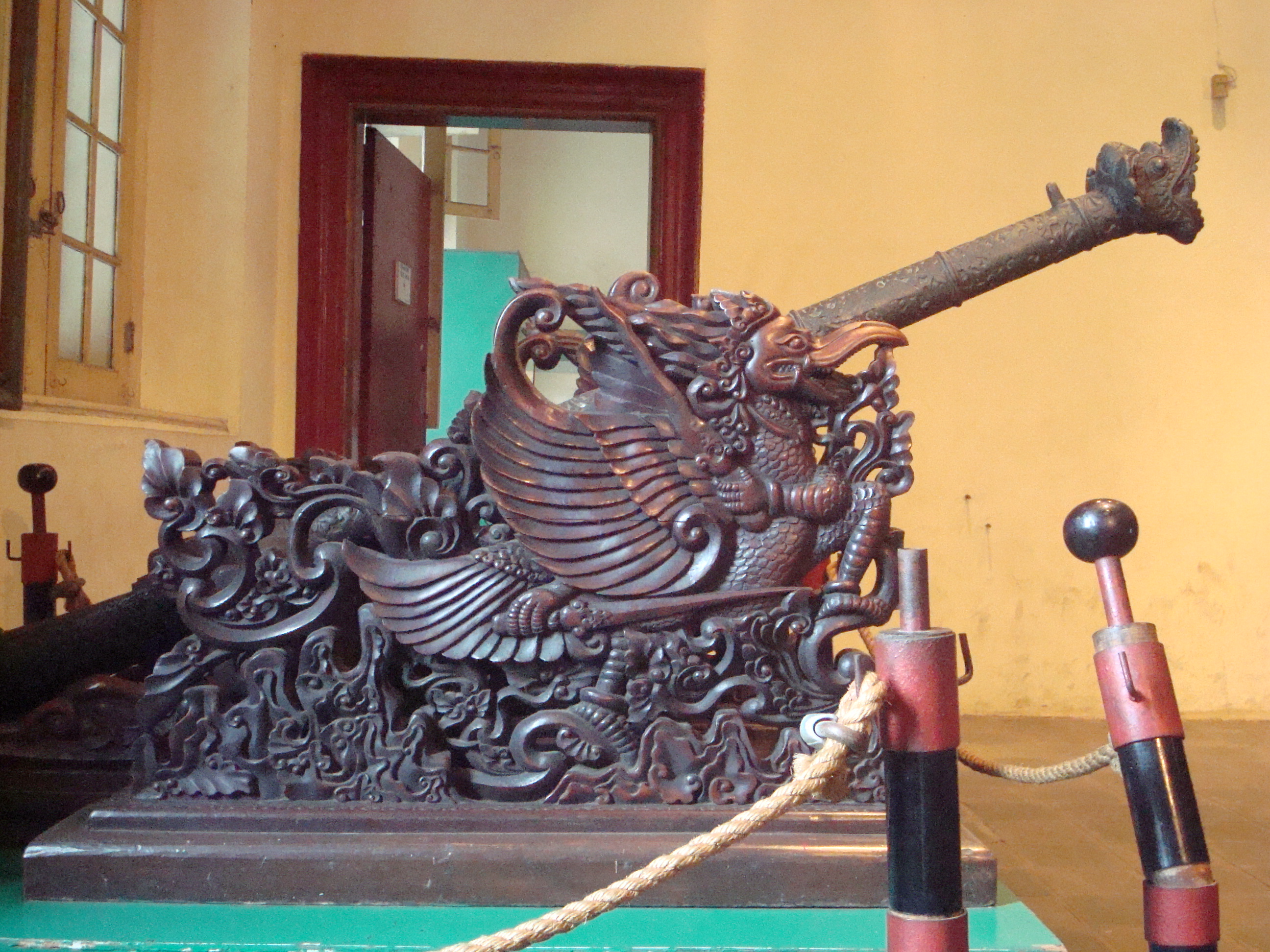
Meriam coak soprannominato "Cannone Cirebon" del Jakarta History Museum.
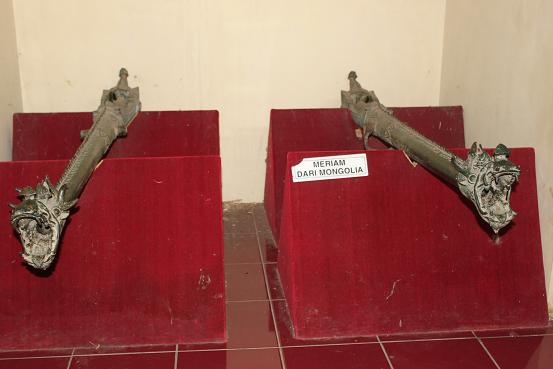
Due cannoni a Keraton Kasepuhan, etichettati come cannoni dalla Mongolia. La testa del drago è simile al drago cinese (lung) rispetto al drago giavanese (naga).

### Esplicative
1. ↑  Un tipo di proiettile a dispersione: quando viene sparato sputa fuoco, schegge e proiettili e può anche essere una freccia. La caratteristica di questo proiettile è che il proiettile non copre l'intero foro della canna - (EN) Needham J, Science and Civilisation in China, Volume 5: Chemistry and Chemical Technology, Part 7, Military Technology: The Gunpowder Epic, Cambridge University Press, 1986,  pp. 9 e 220.

### Bibliografiche
1. 1 2 3 4 5  Averoes 2020, p. 97.
2. 1 2  Averoes 2020, pp. 97–98.
3. ↑  Averoes 2020, p. 93.
4. ↑  (MS) Museum Nasional, Meriam-Meriam Kuno di Indonesia, Jakarta, Departemen Pendidikan dan Kebudayaan, 1985.
5. ↑  (EN) Singhawinata A, Meriam Peninggalan Hindia Belanda, su Museum Talagamanggung Online. URL consultato il 9 febbraio 2019.
6. 1 2 3  (EN) Clark P, Dundee Beach Swivel Gun: Provenance Report, Northern Territory Government Department of Arts and Museums, 2013,  pp. 10–11.
7. ↑  Averoes 2020.
8. ↑  Manguin 2020.
9. ↑  (MS) Arthomoro, Mengenal cetbang meriam kerajaan, su kompilasitutorial.com. URL consultato il 22 marzo 2020.
10. ↑  Manguin 2020, p. 246.
11. ↑  (MS) Mardiwarsito L, Kamus Indonesia-Jawa Kuno, Jakarta, Departemen Pendidikan dan Kebudayaan, 1992,  pp. 108 e 132.
12. ↑  (EN) Gardner GB, Keris and Other Malay Weapons, Singapore, Progressive Publishing Company, 1936.
13. 1 2  (NL) Kern H, Oorsprong van het Maleisch Woord Bedil, in Bijdragen tot de Taal-, Land- en Volkenkunde, vol. 54, 1902,  pp. 311–312.
14. ↑  (MS) Syahri A, Kitab Ilmu Bedil Melayu, su Jantung Melayu, 6 agosto 2018. URL consultato il 24 novembre 2021 (archiviato dall'url originale il 15 febbraio 2020).
15. ↑  (MS) Rahmawati S, Peristilahan Persenjataan Tradisional Masyarakat Melayu di Kabupaten Sambas, in Jurnal Pendidikan Dan Pembelajaran Khatulistiwa, vol. 5, 2016.
16. ↑  Averoes 2020, p. 94.
17. ↑  Averoes 2020, pp. 94–95 e 98.
18. 1 2 3  (EN) Ooi KG, Southeast Asia: A Historical Encyclopedia, from Angkor Wat to East Timor, ABC-CLIO, 2004,  p. 505, ISBN 9781576077702.
19. ↑  (EN) Davie D, Cannons of the Malay Archipelago, su acant.org.au. URL consultato il 25 gennaio 2020.
20. ↑  Manguin 2020, p. 241.
21. ↑  Wade 2012, p. 162.
22. ↑  (EN) Schlegel G, On the Invention and Use of Fire-Arms and Gunpowder in China, Prior to the Arrival of European, in T'oung Pao, vol. 3, 1902,  pp. 1–2.
23. ↑  (EN) Lombard D, Nusa Jawa: Silang Budaya, Bagian 2: Jaringan Asia, Jakarta, Gramedia Pustaka Utama, 2005.
24. ↑  (MS) Reid A, Asia Tenggara dalam Kurun Niaga 1450-1680 Jilid II: Jaringan Perdagangan Global, Jakarta, Yayasan Pustaka Obor Indonesia, 2011,  p. 255.
25. ↑  Raffles 1830, p. 106.
26. ↑  Manguin 1976, p. 261.
27. ↑  (MS) Pramono D, Budaya Bahari, Gramedia Pustaka Utama, 2005,  p. 57, ISBN 9789792213768.
28. ↑  (EN) Beauvoir L, A Voyage Round the World, Volume 2., J. Murray., 1870,  p. 91.
29. 1 2  Raffles 1830.
30. ↑  (EN) Berg CC, Kidung Sunda. Inleiding, tekst, vertaling en aanteekeningen, in BKI, LXXXIII, 1927,  pp. 34, 104-105.
31. ↑  Manguin 1976, p. 245.
32. ↑  Averoes 2020, pp. 94–95.
33. ↑   Mansur Hidayat, Arya Wiraraja dan Lamajang Tigang Juru: Menafsir Ulang Sejarah Majapahit Timur, Denpasar, Pustaka Larasan, 2013.
34. ↑  (EN) Furnivall JS, Netherlands India: A Study of Plural Economy, Cambridge University Press, 2010,  p. 9.
35. 1 2  (EN) Partington JR, A History of Greek Fire and Gunpowder, JHU Press, 1999,  p. 279, ISBN 978-0-8018-5954-0.
36. 1 2  (EN) Crawfurd J, A Descriptive Dictionary of the Indian Islands and Adjacent Countries, Bradbury and Evans, 1856,  p. 22.
37. ↑  Commentarios de Albuquerque, p. 127.
38. 1 2  (EN) Manucy AC, Artillery Through the Ages: A Short Illustrated History of the Cannon, Emphasizing Types Used in America, U.S. Department of the Interior Washington, 1949,  p. 34, ISBN 9780788107450.
39. ↑  Empoli, p. 138.
40. 1 2  (EN) Tarling N, The Cambridge History of Southeast Asia: Volume 1, From Early Times to C.1800, Cambridge University Press, 1992,  pp. 384–385, ISBN 9780521355056.
41. 1 2  Charney 2004, pp. 46–47.
42. ↑  (MS) Ismail NBT, Peperangan dalam Historiografi Johor: Kajian Terhadap Tuhfat Al-Nafis, Kuala Lumpur, Akademi Pengajian Islam Universiti Malaya, 2012,  p. 124.
43. ↑  (MS) Ayob Y, Senjata dan Alat Tradisional, Selangor, Penerbit Prisma Sdn Bhd, 1995,  p. 30.
44. ↑  (EN) Charney M, Iberians and Southeast Asians at War: the Violent First Encounter at Melaka in 1511 and After, in Waffen Wissen Wandel: Anpassung und Lernen in transkulturellen Erstkonflikten, 2012,  p. 3.
45. ↑  Kheng 1998, pp. 254–255.
46. ↑  (MS) Cetbang, Teknologi Senjata Api Andalan Majapahit, su 1001 Indonesia. URL consultato il 22 marzo 2020.
47. ↑  Wade 2012, p. 151.
48. 1 2  (MS) Amiruddin AMA, Surga kecil Bonea Timur, Makassar, Pusaka Almaida, 2017,  p. 15, ISBN 9786026253385.
49. ↑  (EN) Flinders M, A Voyage to Terra Australis, Londra, G & W Nichol, 1814.
50. ↑  (NL) Vosmaer JN, Korte beschrijving van het Zuid- Oostelijk schiereiland van Celebes, in het bijzonder van de Vosmaers-Baai of van Kendari, in Verhandelingen van Het Bataviaasch Genootschap van Kusten en Wetenschapen, vol. 17, 1839,  pp. 63–184.
51. ↑  (EN) Dyer AJ, Unarmed Combat: An Australian Missionary Adventure, Edgar Bragg & Sons Pty. Ltd., printers 4-6 Baker Street Sydney, 1930,  p. 64.
52. ↑  (EN) Wandering Bakya,  https://wanderingbakya.com/national-museum-of-the-philippines-part-iii-museum-of-the-filipino-people/. URL consultato il 18 giugno 2020.
53. ↑   The Metropolitan Museum of Art, i.e. The Met Museum,  http://metmuseum.org/art/collection/search/37742. URL consultato il 6 agosto 2017.
54. ↑   disparbud.jabarprov.go.id,  https://web.archive.org/web/20150923215338/http://www.disparbud.jabarprov.go.id/wisata/dest-det.php?id=948&lang=id. URL consultato il 30 giugno 2018 (archiviato dall'url originale il 23 settembre 2015).
55. ↑   Rumah Belajar,  https://web.archive.org/web/20190209234023/https://belajar.kemdikbud.go.id/PetaBudaya/Repositorys/museum_sejarah_jakarta/. URL consultato il 9 febbraio 2019 (archiviato dall'url originale il 9 febbraio 2019).
56. ↑  (MS) Amran AZ, Kerajaan Melayu dulu dah guna senjata api berkualiti tinggi setaraf senjata buatan Jerman | SOSCILI, su soscili.my. URL consultato il 23 marzo 2020.
57. ↑  (EN) La Canna X, Old cannon found in NT dates to 1750s, su ABC Local, 22 maggio 2014.
58. ↑   Youtube,  https://www.youtube.com/watch?v=dbOavbyLAYg.
59. ↑   Copia archiviata, su Picbear. URL consultato il 16 luglio 2018 (archiviato dall'url originale il 16 luglio 2018).
60. ↑  (EN) Handoko W, Meriam Nusantara dari Negeri Elpa Putih, Tinjauan Awal atas Tipe, Fungsi, dan Daerah Asal, in Kapata Arkeologi, vol. 2, luglio 2006,  pp. 68–87. URL consultato il 24 novembre 2021 (archiviato dall'url originale il 25 aprile 2023).

### Fonti
- (EN) Albuquerque A de, Commentarios Dafonso Dalboquerque, capitam geral & gouernador da India, traduzione di Gray Birch W de, Londra, Hakluyt Society, 1875-84  [1557].
- Giovanni da Empoli, Lettera di Giovanni da Empoli, a cura di Bausani A, Roma, Istituto italiano per il Medio ed Estremo Oriente, 1970.

### Studi
- (EN) Averoes M, Antara Cerita dan Sejarah: Meriam Cetbang Majapahit, in Jurnal Sejarah, n. 3, 2020,  pp. 89–100.
- (EN) Charney M, Southeast Asian Warfare, 1300-1900, BRILL, 2004, ISBN 9789047406921.
- (FR) Manguin PY, L’artillerie légère nousantarienne. A propos de six canons conservés dans des collections portugaises, in Arts Asiatiques, n. 32, 1976,  pp. 233–268. URL consultato il 22 marzo 2020.
- (EN) Raffles TS, The History of Java, Londra, John Murray, Albemarle Street, 1830.
- (EN) Wade G, Anthony Reid and the Study of the Southeast Asian Past, Institute of Southeast Asian Studies, 2012, ISBN 978-981-4311-96-0.